# Agrì di Valtorta
L'Agrì di Valtorta è un formaggio prodotto con latte intero di vacca appena munto, a pasta cruda, fresco.
Il formaggio è anche un presidio slow food.

## Zona di produzione
Valle Stabina (Alta Valle Brembana), limitatamente ai comuni di Valtorta e Ornica  .

## Descrizione
- Diametro 3–4 cm, scalzo 4–6 cm.
- Peso circa 50 grammi.
- Sapore: delicato ed aromatico.
- Odore: delicato.
- Colore: bianco (fresco), giallo (stagionato).